# Limburgi Hercegség
A Limburgi Hercegség feudális állam volt a történelmi Németalföldön, Alsó-Lotaringia hercegségén belül helyezkedett el. A hercegség nevét székhelyéról, Limburg városáról kapta, amely a mai Belgium területén, Liège tartományban található, Verviers és Eupen városok között. A hercegség területe magában foglalta a belga Liège és Limburg, valamint a hollandiai Limburg tartományokat, valamint Észak-Rajna-Vesztfália egy részét Herzogenrath környékén.
A hercegség legfontosabb települései Limburg, Herve, Montzen, Lontzen, Eupen, Baelen és Esneux voltak.

## Történelme

### Előzmények
A térség első ismert lakói kelta törzsek voltak, a leghíresebb ezek közül a Belgae törzs volt. A Kr. u. első században a terület római befolyás alá került, amikor Julius Caesar légiói meghódították Galliát. Limburg területe Germania Inferior provinciához tartozott egészen az 5. századig, amikor a Rajnán átkelő germán törzsek kiszorították a keltákat, és véget vetettek a római uralomnak.
A kora középkorban a térség a Frank Birodalom része lett, majd a 843. augusztus 11-én aláírt verduni szerződés értelmében I. Jámbor Lajos frank császár fia, I. Lothár királyságához tartozott. A lotaringiai királyság teljes mértékben mesterséges politikai képződmény volt, nevét is első uralkodójáról kapta. Az újonnan létrehozott állam egy széles földsáv volt, területéhez tartozott a mai Benelux államok területe, Németország Rajnától nyugatra eső területei, a francia Elzász, Lotaringia, Burgundia és Provence tartományok, Svájc és Észak-Itália részei, valamint Aachen, Pavia és Róma császári városok.
Lothár 855-ben súlyosan megbetegedett és királyságát felosztotta három fia között: legidősebb fia, II. Lajos német-római császár kapta az itáliai területeket, a legkisebb, Károly kapta Provence-ot, míg a középső, II. Lothár kapta Lotaringiát, vagyis az északnyugati területeket. 870-ben II. Lothár fiúörökös nélkül halt meg és 870. augusztus 8-án Lotaringiát felosztották a keleti és nyugati frank királyok, Német Lajos és Kopasz Károly között. A két terület közötti határt elvileg a Maas/Meuse folyó és bal oldali mellékfolyója, az Ourthe jelölte, de gyakorlatilag a terület birtoklásáért még sokáig versengtek egymással a francia királyok és a német-római császárok.
900-ban Zwentibold lotaringiai király halála után Lotaringia gyakorlatilag a keleti-frank királyság (a későbbi Német-római Birodalom) része lett, amit azonnal vitatott III. (Együgyű) Károly nyugati frank király. Miután Károlyt 923-ban elmozdították trónjáról, Lotaringia felett teljessé vált a német befolyás.
959-ben két részre, Alsó- és Felső-Lotaringiára osztották az egykor egységes királyságot, és élükre két „társherceget” neveztek ki, akik ténylegesen Brúnó lotaringiai hercegnek, egyben kölni érseknek és I. Ottó német király öccsének voltak alárendelve. Mint Lotaringia történelme során a legtöbb felosztás, ez sem vette figyelembe a korabeli földrajzi, nyelvi és kulturális viszonyokat, bár Felső-Lotaringia nagyjából egybeesett Trier érsekségével, míg Alsó-Lotaringia a kölni érsekség területével. A felosztások értelmében Limburg és környéke Alsó-Lotaringia hercegségéhez került.

### A középkori Limburg
A limburgi grófok családja a 11. sz. közepétől követhető nyomon, az első ismert limburgi gróf Walerán (v. Udon) volt. Utóda, Henrik hamarosan nagy befolyást és hercegi címet szerzett magának: IV. Henrik német-római császár 1101-ben megtette Alsó-Lotaringia hercegének. Henrik még ebben az évben fellázadt a császár ellen (amikor a limburgi kastélyt császári katonák lerombolták) és 1106-ban elvesztette hercegi címét. Egészen 1139-ig az alsó-lotaringia hercegek felváltva kerültek ki Henrik és a leuveni grófok családjából, amit a másik család mindenkor vitatott. A limburgi grófok 1140-től kezdték magukat hercegi címmel illetni, miután a lotaringiai címet már nem tarthatták meg.
Irmgard limburgi hercegnő 1283-ban utód nélkül halt meg, és háború tört ki a hercegség birtoklásáért. Az egyik oldalon Irmgard férje, I. Reinald, Guelders grófja állt, aki 1288-ban 40 000 arany guldenért eladta öröklési jogát VI. Henrik luxemburgi grófnak. A másik oldalon Irmgard nagybátyja, Adolf, Berg grófja állt, aki I. János brabanti hercegnek adta el örökösödési jogát. A háborúban számos kisebb csetepatéra került sor, de a kérdést csak a worringeni csata döntötte el 1288-ban, amely kora egyik legnagyobb és legvéresebb összecsapása volt. A csata eredményeként a brabanti hercegek kiterjesztették befolyásukat Limburgra, de az önálló állam maradt a továbbiakban is, a burgundi hercegek és a Habsburg-ház uralma alatt is. Az Overmaas birtokkal együtt („Maas folyón túli területek”, azaz Dalhem, Rolduc és Valkenburg) egyike volt a Tizenhét Tartománynak.

### Burgundi és Habsburg uralom
A francia királyi Valois-ház burgundi hercegi ágához tartozó, Németalföld több tartományát fokozatosan megszerző III. (Jó) Fülöp 1430-ban örökölte meg Brabantot és Limburgot rokonától, a gyermektelenül elhunyt Philippe de Saint-Pol hercegtől. A burgundi ház férfi ágon 1477-ben  halt ki, területei nagy részét pedig XI. Lajos francia király hódította meg I. Mária burgundi hercegnőtől, aki azonban férje, Habsburg Miksa segítségével meg tudta őrizni a németalföldi tartományokat. Mária 1482-es halála után fiuk, Szép Fülöp későbbi kasztíliai király örökölte a burgundi hercegi címet és tartományokat, így ő lett Németalföld első Habsburg-házi ura.
A Tizenhét Tartományt az 1506-ban meghalt Fülöptől fia, V. Károly, majd leszármazottai, II. Fülöp spanyol király és utódai uralták. 1568-ban az északi, protestáns tartományokban felkelés robbant ki a katolikus király uralma ellen. A nyolcvanéves háború néven ismert konfliktus eredményeként a Staats-Limburg néven ismert területet (a limburgi hercegség egyes részei és Overmaas) a háborút lezáró 1648-as vesztfáliai béke Hollandiának juttatta. A hercegség maradéka Spanyol-Németalföld része maradt. A Habsburg-ház spanyol ágának 1700-ban bekövetkezett kihalása nyomán kirobbant spanyol örökösödési háborút lezáró 1713-as utrechti béke értelmében az osztrák Habsburgok uralma alá került (Osztrák-Németalföld részeként).

### Az új- és modern korban
1794-ben a forradalmi francia köztársaság csapatai elfoglalták a mai Belgium és Hollandia területét. Staats-Limburgot a francia Meuse-Inférieure tartományhoz csatolták, az osztrák uralom alatt álló Limburg pedig Ourte tartomány része lett. Napóleon 1814-es vereségét követően Limburg teljes területe a bécsi kongresszuson kialakított Egyesült Holland Királyság része lett (amely a mai Belgium, Hollandia és Luxemburg területét foglalta magába). A kialakult tartomány területe valamelyest eltért a történelmi hercegségtől, hiszen például maga Limburg városa Liège tartományhoz került.
1830-ban a túlnyomórészt katolikus, francia ajkú belgák kivívták függetlenségüket a protestáns holland királyságtól. A függetlenségi harcok eredményeként Limburg tartomány nagy része Belgiumhoz került, de a háborút lezáró 1839-es londoni szerződés értelmében felosztották Belgium és Hollandia között.
A Belgiumot ért területi veszteség kárpótlására a mai belga Luxembourg tartományt kivonták a Német Konföderációból és Belgiumhoz csatolták, Poroszország kárpótlására viszont a holland Limburg tartományt (Maastricht és Venlo városok kivételével) a Német Konföderációhoz csatolták 1839 és 1866 között. A tartomány egészen 1906-ig használta hivatalos nevében a hercegség címet.